# Eladio Rojas
Pour les articles homonymes, voir Rojas.
Eladio Alberto Rojas Diaz est un footballeur chilien né le 8 novembre 1934 à Tierra Amarilla près de Copiapó et mort le 13 janvier 1991 à Viña del Mar. Il commence sa carrière au poste de défenseur central pour être repositionné libéro dans les années 1960 au club d'Everton de Viña del Mar.

## Le mondial 1962
Il fait partie de l'équipe chilienne qui se classe troisième du mondial 1962 durant lequel il marque deux buts. Le premier but est inscrit en quart de finale contre l'équipe d'Union soviétique (10 juin) et son légendaire gardien Lev Yachine. C'est son premier but du tournoi, apportant ainsi la victoire 2-1 de la sélection chilienne. Il inscrit son deuxième but lors du match pour la troisième place face à la Yougoslavie, il offre ainsi la première médaille chilienne dans un mondial et devient un véritable héros national, au même titre que son coéquipier Leonel Sánchez.
Eladio est classé 81e parmi les 100 plus grands footballeurs du monde par le journal France Football en 1994.